# Jørgen Grønnegård Christensen
Jørgen Grønnegård Christensen (født 12. maj 1944 i Allested) er professor emeritus ved Institut for Statskundskab på Aarhus Universitet.